# Condado de Coweta
O Condado de Coweta é um dos 159 condados do Estado americano de Geórgia. A sede do condado é Newnan, e sua maior cidade é Newnan. O condado possui uma área de 1 155 km², uma população de 89 215 habitantes, e uma densidade populacional de 78 hab/km² (segundo o censo nacional de 2000). O condado foi fundado em 9 de junho de 1825. O condado faz parte da região metropolitana de Atlanta. O condado possui altas taxas crescimento populacional. A população estimada do condado de Cowetta em 2004 é de 105 376 habitantes.